# Christian Hülsen
Christian Karl Friedrich Hülsen (né le 29 novembre 1858 à Berlin - mort le 19 janvier 1935 à Florence) est un historien allemand, spécialiste de l'histoire de l'architecture antique classique, puis plus tard, du Moyen Âge et de la Renaissance.

## Biographie

### Antiquité classique
Il étudie la philologie classique, l'histoire ancienne et l'archéologie avec Ernst Curtius, Johann Gustav Droysen (1808-1884), Emil Hübner (1834-1901), Johannes Vahlen (de) (1830-1911), et Theodor Mommsen (1817-1903).
Sa dissertation sur Ovide est dirigée par Mommsen et Hübner. Il obtient, grâce à Mommsen, une bourse du DAI (Deutsches Archäologisches Institut) pour se rendre à Rome, où il contribue à la compilation du Corpus Inscriptionum Latinarum concernant la ville de Rome. En 1904, il publie Das Forum Romanum, ouvrage important, largement traduit, sur le Forum romain. Son travail sur la topographie de Rome est tout aussi réputé :  Topographie der Stadt Rom in Altertum, 1907. Malgré ces travaux et ses services accomplis comme second secrétaire à la DAI à Rome (1887-1909), il est deux fois refusé au poste de premier secrétaire.

### Moyen Âge et Renaissance
De dépit, il quitte l'institut pour s'établir à Florence, où il se prend d'intérêt pour l'art du Moyen Âge et de la Renaissance. À Florence, Hülsen publie des études sur les dessins historiques de Rome de Maarten van Heemskerck, Giuliano da Sangallo, Giovanni Antonio Dosio et d'autres artistes. En 1927, il publie son étude sur les églises médiévales de Rome : Le Chiese di Roma nel Medio Evo. Il passe le reste de sa vie à Florence, sauf cinq années passées en tant que professeur à l'Université de Heidelberg. Il avait des titres honorifiques des universités d'Oxford, Erlangen, et New York.

## Publications
- Varronianae doctrinae quaenam in Ovidii fastis vestigia extent. Berlin: Goetsch und Mann, 1880 (dissertation).
- avec Henri Jordan (de): Topographie der Stadt Rom im Alterthum. Volume I, part 3. Berlin: Weidmannsche Buchhandlung, 1907.
- avec Hermann Egger (de): Die römischen Skizzenbücher von Marten van Heemskerck im Königlichen Kupferstichkabinett zu Berlin. Volume 1 Bard, Berlin 1913; Volume 2 Bard, Berlin 1916.
- Le chiese di Roma nel medio evo, cataloghi ed appvnti. Florence: L.S. Olschki, 1927; voir : LacusCurtius. Reprint Hildesheim: Olms, 1975  (ISBN 3-487-05610-0)
- avec Heinrich Kiepert: Formae Urbis Romae antiquae. 1896, (English ed., The Forum and the Palatine. New York: A. Bruderhausen, 1909).
- Das Forum Romanum 1904; en ligne, complet en italien et partiellement en anglais : LacusCurtius
- Die Skizzenbücher des Maarten van Heemskerck. Berlin: J. Bard, 1912-1916.
- Römische Antikengärten des XVI. Jahrhunderts, 1917.
- Das Skizzenbuch des Giovannantonio Dosio im Staatlichen Kupferstichkabinett zu Berlin. Berlin: H. Keller, 1933.
- Le monument païen et la topographie du lieu. In: Sainte Marie Antique. Rome: M. Bretschneider, 1911, pp. 61-70.
- avec Ernst Robert Fiechter (de): Römische Gebälke. Toebelmann-Stiftung der Heidelberger Akademie der Wissenschaften. Heidelberg: C. Winter, 1923.